# Eingeschworene Jungfrau

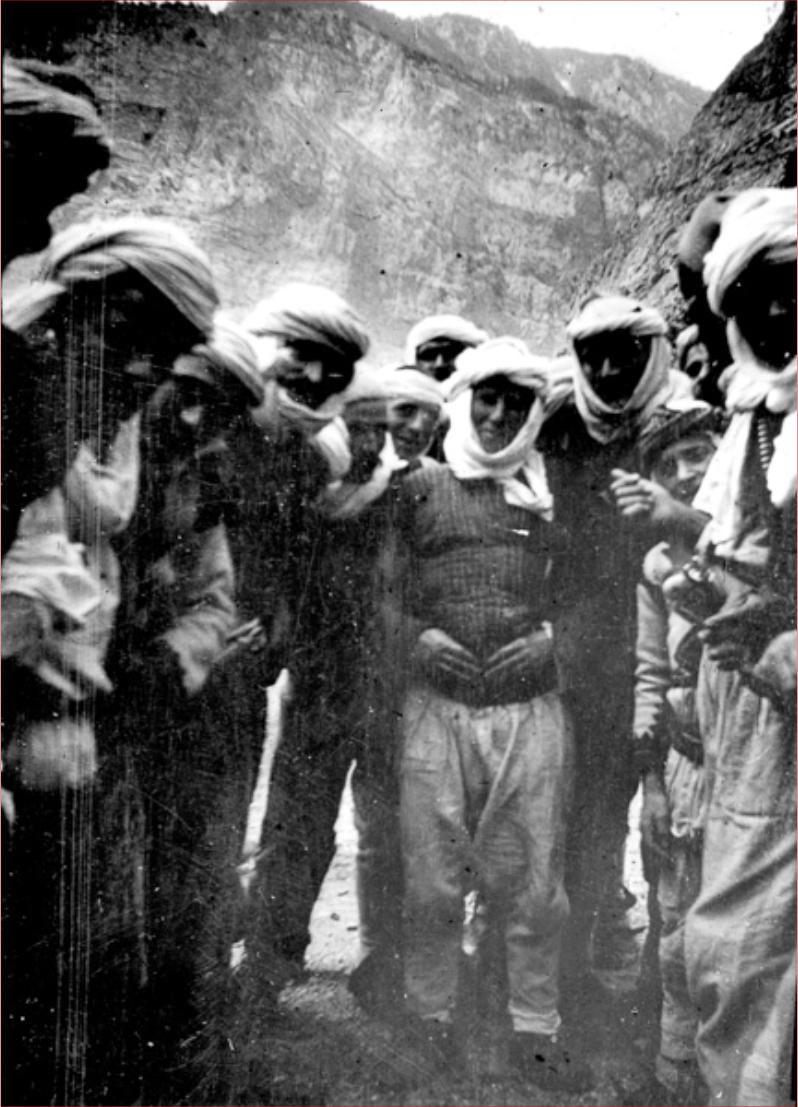
Junge eingeschworene Jungfrau aus Selca, Albanien, in Gesellschaft von Männern des Kelmendi-Stammes (dokumentiert von Edith Durham, 1908)

Als eingeschworene Jungfrau, auch geschworene Jungfrau, Schwurjungfrau, die Bleibenden oder albanische Mannfrau (albanisch burrnesha oder virgjinesha; englisch sworn virgin; serbokroatisch-kyrillisch ostajnica oder muskobanja) wird auf dem Balkan eine Frau bezeichnet, die in ihrer Familie und in der Gesellschaft die Rolle eines Mannes übernimmt und dabei in aller Regel völlig auf sexuelle Beziehungen, Ehe und Kinder verzichtet.
Die Frau legt vor den Ältesten der Gemeinde oder des Stammes einen Schwur ab und wird fortan als Mann behandelt. Sie trägt Männerkleidung und Waffen und kann die Position des Familienoberhaupts übernehmen. Auch kann sie männlich konnotierte Berufe wie Militärdienst oder Tätigkeiten auf dem Bau ergreifen und gegen häusliche Gewalt vorgehen. Hauptursachen für die Entscheidung als Mann zu leben sind die Vermeidung einer ungewollten Ehe oder das Fehlen eines männlichen Familienoberhaupts sowie der Wunsch nach einem freien Leben mit mehr Möglichkeiten.
Um 2010 lebten noch einige Dutzend eingeschworene Jungfrauen in Albanien, die alle aus dem traditionalistischen Norden des Landes stammen. In den letzten Jahren ist ihre besondere Lebensweise in den Fokus der wissenschaftlichen Forschung und der Medien geraten. Im Jahr 2017 identifizierte eine Forscherin in Tropoja, Shkodra und Tirana noch 24 „Schwurjungfrauen“.

## Verbreitung

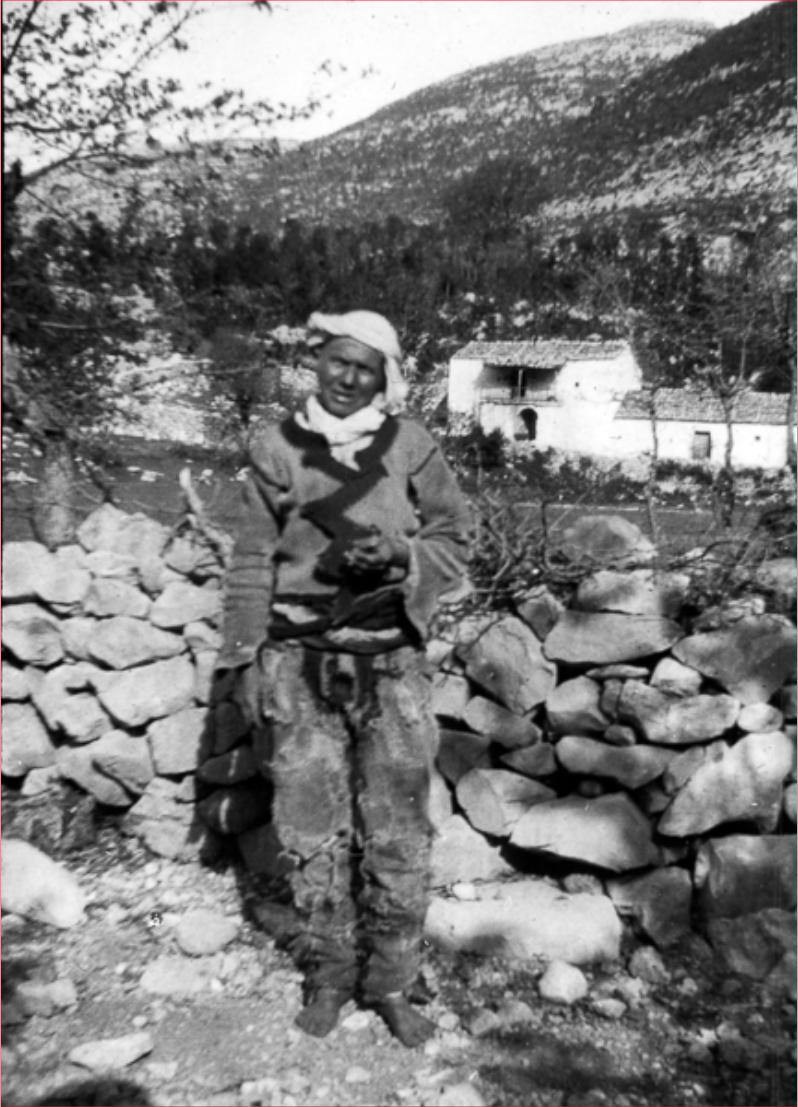
Eine 47-jährige eingeschworene Jungfrau in Rapsha auf Hoti-Gebiet, Albanien (dokumentiert von Edith Durham, 1908)

Über die Existenz der eingeschworenen Jungfrauen berichteten westeuropäische Reisende und Forscher zum ersten Mal an der Wende vom 19. zum 20. Jahrhundert. Ihr Verbreitungsgebiet erstreckte sich einst neben dem Norden Albaniens auch über Montenegro, den Kosovo, Bosnien und Herzegowina, Nordmazedonien und Teile Westserbiens. Ihre Lebensweise kommt bei Albanern, Südslawen und Roma sowie selten auch bei Aromunen und Griechen vor und ist nicht an eine bestimmte Konfession gebunden. Sie ist auf abgelegene ländliche Regionen beschränkt, wo die Menschen in archaischen Stammes- und Familienstrukturen leben. Während dieses Verhalten bis in das 20. Jahrhundert hinein bei diesen Völkern noch weit verbreitet war, sorgte die gesellschaftliche Modernisierung in den letzten Jahrzehnten für ein weitgehendes Aussterben der Lebensform. In Albanien leben noch (älteren) Schätzungen zufolge 40 eingeschworene Jungfrauen.
Eine ähnliche Rolle des Geschlechtertausches findet sich in Afghanistan bei den Batscha Poschi („die, welche wie Jungen angezogen sind“): Töchter, die einen fehlenden Mann und Ernährer im Haushalt zu ersetzen haben und in männlicher Aufmachung auch arbeiten gehen können, was für Frauen unerwünscht ist.

## Ursachen
Für den symbolischen Übertritt zum männlichen Geschlecht gab es mehrere Gründe. Nur dadurch konnte eine Frau in den Stammesgesellschaften Südosteuropas einer arrangierten Verheiratung entgehen. Indem sie fortan als Mann lebte, ersparte sie sich und ihrer Familie die Entehrung, die sonst durch den Bruch eines Eheversprechens unweigerlich eingetreten wäre. Ein zweiter Grund für das Leben als eingeschworene Jungfrau war das Fehlen eines männlichen Familienoberhaupts, wodurch die Frauen der Familie schutzlos waren und die betreffende Familie auch keinen Sitz im Rat der Gemeinde oder des Stammes hatte. Wenn kein Sohn die Nachfolge übernehmen konnte, trat eine ledige Tochter an diese Stelle, lebte als Mann und war Familienoberhaupt. Indem eine eingeschworene Jungfrau an die Spitze der Familie trat, konnte das Problem zumindest für eine Generation gelöst werden. Weitere Gründe waren der individuelle Wunsch, als Mann zu leben, die in den Kanun-Gesetzessammlungen festgelegte schlechte Stellung der Frau in der Gesellschaft, der man als eingeschworene Jungfrau entkommen konnte, sowie die Notwendigkeit, in einer Blutfehde einen Rächer zu haben, wenn alle männlichen Familienmitglieder tot waren.

## Rechtliche Grundlagen
«Kanuni i Malevet të Shypnís shliron e perjashton: „VIII. Virginat (fêmnat, qi veshen si burrë): S’ veçohen prej grásh tjera, posë qi jânë të lira me nðêjë nðer burra, porsè pá tager zânit e kuvenðit.»

„Das Gesetz der albanischen Berge befreit und nimmt aus: „8. die Jungfrauen (sogenannte virgjinat, das sind Mädchen, die Männerkleidung tragen). Sie werden von den anderen Frauen nicht gesondert behandelt, nur sind sie frei, sich unter den Männern aufzuhalten, aber ohne Stimme (wenn auch Sitz) im Rate.“

Die Frau trat vor ein Gremium, dem die zwölf wichtigsten Männer des Dorfes angehörten, und gelobte sexuelle Enthaltsamkeit. Danach konnte sie Waffen tragen und die Führung der Familie übernehmen. In dieser Rolle wurde sie in der von Männern dominierten Gesellschaft als vollwertiges Mitglied anerkannt und respektiert. Wenngleich die Übernahme der männlichen Rolle formal freiwillig zu erfolgen hatte, spielte häufig der Druck durch die Clanmitglieder eine entscheidende Rolle. Für Nordalbanien werden die Rechte der eingeschworenen Jungfrauen im Gewohnheitsrecht, dem Kanun, geregelt. Sie dürfen sich unter Männern aufhalten und haben einen Sitz im Rat (allerdings ohne Stimmrecht). Außerdem waren sie erbberechtigt. Die Übernahme der männlichen Rechte und Pflichten bedeutete auch, dass die eingeschworenen Jungfrauen die Blutfehden ihrer Verwandten fortführen mussten.

## Geschlechtsidentität
Die eingeschworenen Jungfrauen übernehmen weitgehend die männlichen Verhaltensweisen: Sie kleiden sich wie Männer, tragen Waffen, gehen auf die Jagd und dürfen verschiedene Männern vorbehaltene Privilegien wie beispielsweise Tabak- und Alkoholkonsum in Anspruch nehmen. Die Frage „A je burrnesh?“ (albanisch für „Bist du so stark wie ein Mann?“) war in den 1990er Jahren eine übliche Begrüßung in Nordalbanien.
Eingeschworene Jungfrauen nehmen in den meisten Fällen vollständig die soziale Rolle eines Mannes an. Die Selbstwahrnehmung und -darstellung der betreffenden Personen ist davon jedoch zunächst einmal unabhängig und fällt unterschiedlich aus. Manche eingeschworenen Jungfrauen sprechen von sich selbst in der weiblichen, andere in der männlichen Form. Außerdem gibt es Ausnahmen, in denen Betroffene ihren Status als eingeschworene Jungfrau ablegten und danach heirateten und Kinder bekamen. Ebenso ambivalent gestaltet sich die Frage nach dem sexuellen Begehren: Trotz des geleisteten Schwurs gibt es einige Fälle, in denen eingeschworene Jungfrauen ihr Interesse an Männern und/oder Frauen mehr oder weniger explizit artikulierten. Darüber hinaus sind auch zwei Fälle bekannt, in denen eingeschworene Jungfrauen mit anderen Frauen intime Beziehungen geführt haben sollen und deshalb als Lesben bezeichnet wurden.
Inwiefern das Leben als eingeschworene Jungfrau auch als eine Form der Transgeschlechtlichkeit verstanden werden kann, ist ebenfalls umstritten. Zweifelsohne lässt sich feststellen, dass ein Großteil der eingeschworenen Jungfrauen mit ihrer männlichen Identität sehr glücklich ist. Viele Betroffene tun dabei einiges dafür, dass Außenstehende sie nicht für Frauen halten: Neben Crossdressing soll z. B. auch das Abbinden der Brüste praktiziert worden sein. Nichtsdestotrotz gehen (wie oben bereits angedeutet) bei weitem nicht alle eingeschworenen Jungfrauen vollkommen in einer männlichen Identität auf und kehren in einzelnen Fällen sogar zu einem Leben als Frau zurück.
Inwieweit eingeschworene Jungfrauen als Männer, Frauen oder doch eher eine dritte Geschlechtskategorie gelten können, ist umstritten. Einige Forschende gehen davon aus, dass eingeschworene Jungfrauen ein Drittes Geschlecht darstellen. Diese Annahme wird allerdings nicht in der gesamten Fachwelt geteilt. Predrag Šarčević argumentiert, dass eingeschworene Jungfrauen generell außer ihrer sozialen Rolle als Frauen gesehen werden müssten. Der Anthropologe Roland Littlewood ist zudem der Ansicht, dass die eingeschworenen Jungfrauen das binäre Geschlechtersystem Albaniens nicht untergraben, weil sie lediglich zwischen der Rolle von Mann und Frau wechseln würden.

## Filme
- 2006: Elvira Dones: Sworn Virgins (englisch), Spielfilm.[23]
- 2016: Fathia Bazi: Wild Flower (albanisch mit englischen Untertiteln), Dokumentarfilm, Bluetone Stories.
- 2019: Filmkantine: Frei um jeden Preis. Albaniens Schwurjungfrauen, Dokumentarfilm im Auftrag des ZDF.[24]
- 2021: Bujar Alimani: Luanas Schwur (albanisch Virgjëresha Shqiptare), Spielfilm, Albanien/Deutschland/Belgien/Kosovo 2021 (Drehbuch: Katja Kittendorf, 122 min.).
- 2024: Kristine Nrecaj: Wo/men, Dokumentarfilm mit sechs Porträts.